# Trigonotoma
Trigonotoma is een geslacht van kevers uit de familie van de loopkevers (Carabidae). De wetenschappelijke naam van het geslacht is voor het eerst geldig gepubliceerd in 1828 door Dejean.

## Soorten
Het geslacht Trigonotoma omvat de volgende soorten:
- Trigonotoma anthracina Dubault; Lassalle & Roux, 2008
- Trigonotoma aurifera Tschitscherine, 1900
- Trigonotoma bhamoensis Bates, 1889
- Trigonotoma buehleri Straneo, 1953
- Trigonotoma cauta Tschitscherine, 1900
- Trigonotoma chrysites Bates, 1892
- Trigonotoma comotti Gestro, 1883
- Trigonotoma concinna Castelnau, 1834
- Trigonotoma cylindriceps Straneo, 1985
- Trigonotoma dohrnii Chaudoir, 1852
- Trigonotoma funebris Tschitscherine, 1900
- Trigonotoma igneicollis Bates, 1892
- Trigonotoma indica Brulle, 1834
- Trigonotoma ioides Bates, 1892
- Trigonotoma kuntzeni Hubenthal, 1914
- Trigonotoma lamprodera Bates, 1892
- Trigonotoma laosensis Kirschenhofer, 2007
- Trigonotoma leotaudi Tschitscherine, 1900
- Trigonotoma lewisii Bates, 1873
- Trigonotoma loeffleri Kirschenhofer, 2007
- Trigonotoma lumawigi Straneo, 1987
- Trigonotoma luzonica Chaudoir, 1868
- Trigonotoma morvani Deuve & Lassalle, 1983
- Trigonotoma nepalensis Morvan, 1994
- Trigonotoma niasana Tschitscherine, 1898
- Trigonotoma nitidicollis Chaudoir, 1868
- Trigonotoma oberthueri Tschitscherine, 1894
- Trigonotoma ovalis Dubault; Lassalle & Roux, 2008
- Trigonotoma palavanica Tschitscherine, 1897
- Trigonotoma perraudieri Bates, 1889
- Trigonotoma peteli Castelnau, 1834
- Trigonotoma philippinica Straneo, 1967
- Trigonotoma psyche Tschitscherine, 1897
- Trigonotoma puella Tschitscherine, 1898
- Trigonotoma shillongensis Kirschenhofer, 2007
- Trigonotoma similis Chaudoir, 1868
- Trigonotoma submetallica Dubault; Lassalle & Roux, 2008
- Trigonotoma venus Tschitscherine, 1897
- Trigonotoma verberifera L.Schaufuss, 1887
- Trigonotoma wegneri Straneo, 1963